# Партизанське водосховище
Партизанське водосховище (крим. Sabla yapma gölü) — водосховище в Автономній республіці Крим, Україна, територія Криму тимчасово окупована РФ. Побудоване 1966 року на річці Альма для водопостачання Сімферополя.

## Характеристики

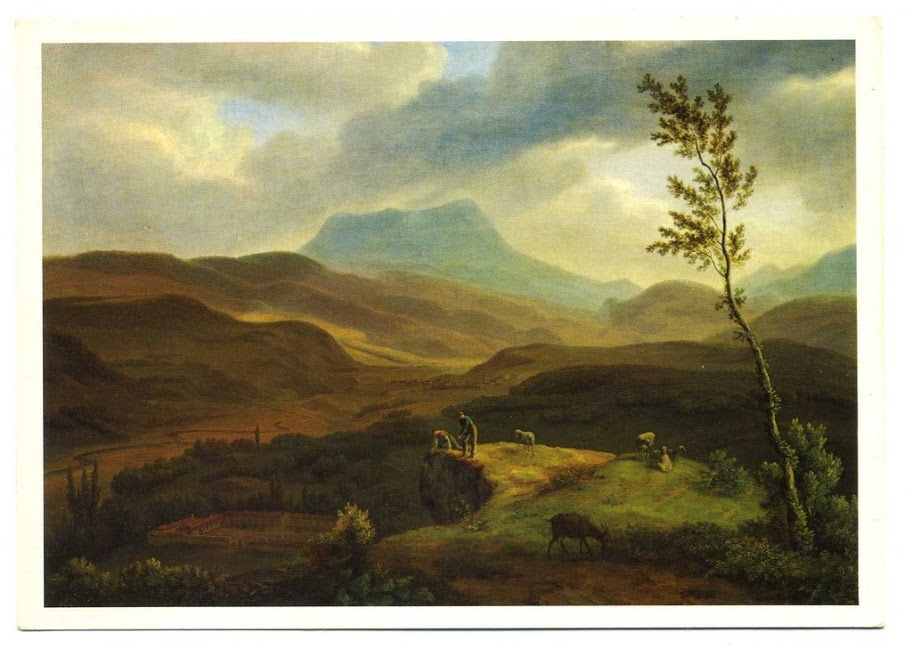
Жан-Кристоф Мівілль — Вид на гору Чатир-Даг і річку Альму в Криму. 1814—1818. На задньому плані селище Карагач. Долину за селищем було затоплено водою водосховища.

Партизанське водосховище — одне з найбільших штучних водойм Криму. Водойма має однойменну назву з довколишніх селом Партизанське. У загальну систему гідротехнічних споруд входить насипна гребля, водозабірних комплекс і водоскид. Сорока метрова водозабірна вежа має діаметр 6 метрів. При загальному обсязі 34.5 млн кубічних метрів на водопостачання йде 24 млн м³ і 1.2 млн м³ відводилося зрошенню.
Ширина водосховища 1,5 кілометра, а довжина водосховища становить 4,5 кілометра. У середньому глибина Партизанського водосховища складає 15 метрів, в деяких місцях доходить до 40 метрів. Водне дзеркало має площу 225 гектарів. Через деякий час по тому величезне штучне водоймище стало улюбленим місцем відпочинку жителів кримської столиці, а незабаром і багатьох приїжджих з материка.
Поблизу Партизанського водосховища знаходиться агатове родовище рідкісних мінералів. Нижче від водосховища, вздовж річки, зустрічаються вулканічні породи. Такий грунт сповнений мінералами корисний для вирощування винограду і фруктових дерев.
В кінці 2019 р, на початку 2020 р. внаслідок посушливої осені, малосніжної зими й відсутності водопостачання з території материкової України, майже повністю пересохли верхів'я річки Альми, яка наповнює водою Партизанське водосховище. На початку лютого водосховища Криму були наповнені на 37%, чого, за прогнозами, має вистачити до червня. Найскладніша ситуація у Сімферополі, 5 лютого повідомлялось, що там води залишилося на 100 днів.
Вода з водосховища постачається у такі райони Сімферополя як Новороманівка, Залісся, вул. ім. 60-річчя Жовтня, Севастопольська, Центральний ринок.

## Рибні ресурси
У водосховищі мешкає короп, білий амур, окунь, судак, щука і, навіть, форель і головень європейський.